# Alemanes del Cáucaso
Alemanes del Cáucaso (en alemán: Kaukasiendeutsche) son alemanes étnicos asentados en la zona del Cáucaso, primeramente cerca de Tiflis en la primera mitad del siglo XIX. La región del Cáucaso está comprendida hoy día por parte de los territorios de las actuales Georgia, Armenia, Azerbaiyán y Rusia. En 1941, durante el régimen comunista de Stalin, la mayoría de ellos fueron deportados a los campos de concentración gulags de Asia Central y Siberia, al igual que sucedió con los alemanes del mar Negro y los alemanes del Volga, entre otros alemanes de Rusia, lo que provocó un genocidio. Después de la muerte de Stalin en 1953 y el comienzo del Deshielo de Jruschov, a los alemanes del Cáucaso sobrevivientes se les permitió regresar, aunque pocos lo hicieron. Luego de tantos años de persecución, destierro y muertes, muchos de los sobrevivientes emigraron a Alemania después de 1991.
Aunque la comunidad actual es apenas una fracción de lo que alguna vez fue, todavía existen muchos edificios e iglesias alemanes en la región, y algunos se han convertido en museos.

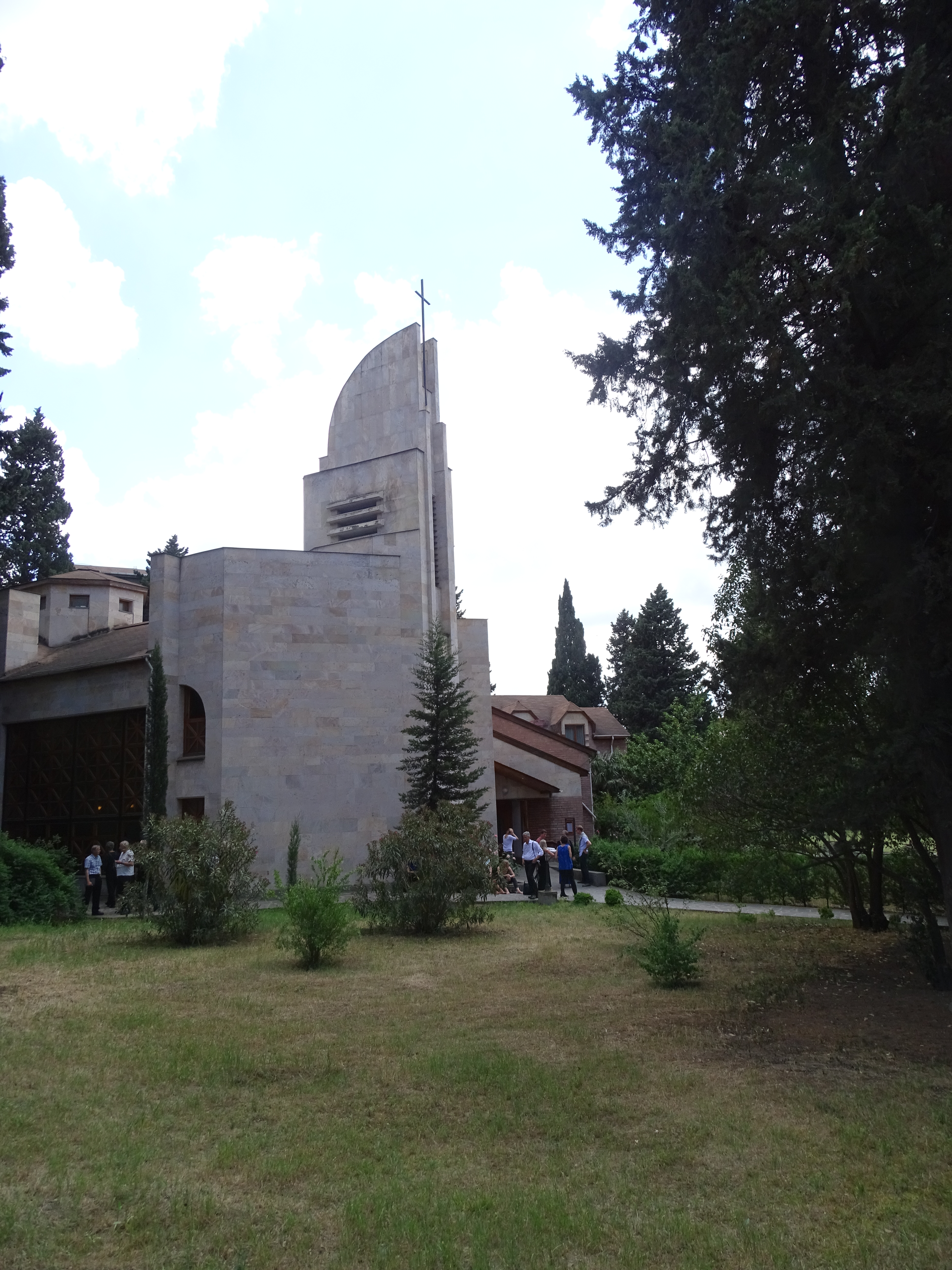
Iglesia Evangélica Luterana Reformada de Georgia

## Historia

### Orígenes en el CáucasoGeorgiano

Casa típica alemana en Asureti, Georgia

La victoria del Imperio ruso bajo Catalina la Grande en la guerra ruso-turca (1768-1774) aseguró su expansión en el Cáucaso. También creó la necesidad de poblar estas tierras con súbditos para acelerar su exploración. A finales del siglo XVIII, el gobierno publicó varios edictos en los cuales invitaba a los alemanes a poblar sus tierras, los que luego se convertirían en los alemanes del Volga, los del mar Negro y los del Cáucaso. Estos últimos se establecieran en el Kubán desde finales del siglo XVIII. Sirvieron, además, como escudo humano frente a todas las tribus saqueadoras que asolaban esas regiones.
Sin embargo, la mala infraestructura, la falta de organización de los funcionarios responsables del asentamiento y la negativa del personal militar a que estas tierras fueran pobladas por no rusos fueron un obstáculo para la constante migración de los alemanes. En 1815, mientras participaba en el Congreso de Viena, el zar ruso Alejandro I visitó Stuttgart, una ciudad en el reino natal de su madre, Wurtemberg. Al ser testigo de la opresión que sufrían los campesinos locales, ya sea por pertenecer a diferentes sectas protestantes no luteranas, o por su participación en movimientos separatistas, los invitó a radicarse en el Virreinato del Cáucaso para formar colonias agrícolas. Al principio cerca de Tiflis y también en Sartichala (ciudades de la actual Georgia). AL poco tiempo se estableció otro grupo de alemanes en las cercanías del río Asureti, fundando la colonia Elisabethtal. Otras colonias se fundaron en Abjasia: Neudorf, Gnadenberg y Lindau.

#### Alemanes del CáucasoAzerí

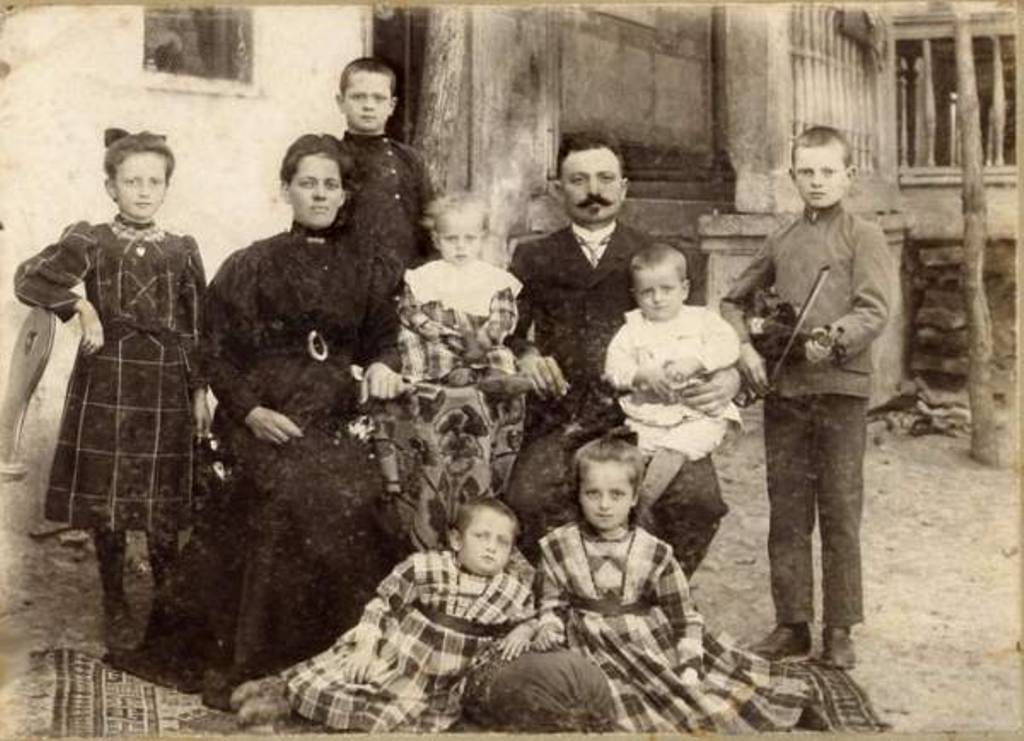
Familia suabo-germánica en Helenendorf, Azerbaiyán

Helenendorf fue la primera colonia de alemanes en Azerbaiyán. La ciudad fue fundada en 1819 por 120 familias. Para el año 1918, más de 6000 alemanes se habían instalado en la zona. En 1926, bajo el régimen comunista, los alemanes sufrieron la confiscación de todos sus bienes. La mayoría de ellos fueron deportados a campos de trabajos forzados Gulags en Kazajistán. Hacia el año de 1935, más de 600 familias habían sido deportadas. En el año 2007 murió el último descendiente de alemanes, y su casa es una atracción turística. Hoy día, la ciudad es conocida como Gogol y cuenta con más de 300 obras arquitectónicas como herencia de la huella alemana en la localidad.

### Los Alemanes del Cáucaso durante la Segunda Guerra Mundial
Desde 1928, los alemanes del Cáucaso habían logrado tener el Raión nacional alemán de Vannóvskoye. Sin embargo, durante la Segunda Guerra Mundial, Iósif Stalin ordenó en 1941 la disolución del raión y la deportación de todos los alemanes étnicos a campos de concentración de Siberia o Kazajistán, provocando un genocidio. Con el paso de las décadas, algunos pocos sobrevivientes lograron a volver a la zona y otros emigraron a Alemania.